# Der Club der Bären
Der Club der Bären ist ein spanischer Kinofilm aus dem Jahre 2004. Er spielt in Madrid und handelt von einem alleinstehenden Schwulen, der seinen Neffen bei sich aufnimmt und dabei väterliche Gefühle entwickelt, später jedoch von der Großmutter des Jungen erpresst wird.

## Handlung
Pedro ist offen schwul und arbeitet als Zahnarzt in Madrid. Eines Tages bekommt er Besuch von seiner Schwester Violeta, die für zwei Wochen nach Indien verreist; ihr Sohn Bernardo soll diese Zeit bei seinem Onkel Pedro verbringen. Dies bedeutet für Pedro eine Umstellung, da er bisher nicht für ein Kind verantwortlich war; zudem führt er als Mitglied der Madrider Bärenszene ein recht promiskes Sexualleben. Er bemüht sich, für den Halbwaisen Bernardo, so gut es geht, zu sorgen.
Sehr bald taucht ein ernstes Problem auf: Violeta wird in Indien mit Rauschgift erwischt und wegen Drogenschmuggels inhaftiert. Da ihr eine lange Haftstrafe droht, übernimmt Pedro die Verantwortung für Bernardo. Aus Rücksicht auf den Jungen hat er sein Sexualleben bereits drastisch eingeschränkt, nun muss er sich jedoch zusätzlich um elementare Fragen wie beispielsweise den Schulbesuch des Jungen kümmern.
Ein weiteres Problem wird bald die Großmutter Bernardos, Doña Teresa, die Bernardo unbedingt in ein Internat schicken will. Ihre Chancen stehen jedoch schlecht, da Bernardo seinen Onkel schnell lieb gewonnen hat und viel lieber bei ihm bleiben will als bei seiner Großmutter; Pedro seinerseits hat väterliche Gefühle für den Jungen entwickelt und will weiter für ihn sorgen. Teresa erpresst Pedro daraufhin. Sie konfrontiert ihn mit seiner HIV-Infektion und droht ihm, seine Infektion den Behörden mitzuteilen, was ihn wahrscheinlich seine Zulassung als Zahnarzt kosten würde. Pedro beugt sich dem Druck und sieht Bernardo für einen längeren Zeitraum nicht mehr.
Pedro erleidet später aufgrund seiner Infektion einen Schwächeanfall und wird ins Krankenhaus eingeliefert. Als Teresa ihren Enkel Bernardo im Internat besucht und ihm vom schlechten Gesundheitszustand seines Onkels berichtet, kommt es zu einem Eklat: Dass Pedro HIV-positiv ist, ist Bernardo seit Langem bekannt. Wütend erklärt er seiner Großmutter, dass er selbst im Mutterleib mit dem HI-Virus infiziert gewesen sei – das Virus sei jedoch wieder verschwunden.
Während Violeta weiterhin einsitzt und Pedro sich wieder erholt hat, stirbt Teresa schließlich. Nach der Beerdigung trifft Bernardo zum ersten Mal seit Langem seinen Onkel wieder. Beide verlassen den Friedhof, womit der Film endet.

## Drehorte
Die Außenaufnahmen des Films wurden an Originalschauplätzen in Madrid gedreht.
- Das Wohnhaus der Hauptfigur Pedro steht neben dem „Teatro Español“ an der südöstlichen Ecke der Plaza de Santa Ana.
- Pedros bester Freund, Javi, wohnt direkt an der Plaza de Chueca. Sein Wohnhaus befindet sich am Ausgang der Station Chueca, Metrolinie 5.
- Das Musical „Peter Pan“ welches sich Pedro, sein Neffe und Javi ansehen, wird im „Teatro Lope de Vega“, Gran Via 57 aufgeführt.
- Die im Film gezeigte Bar „HOT“ existiert wirklich und ist in Madrid seit Jahren eine beliebte Bären-Bar. Sie befindet sich in der Calle de las Infantas 9.
- Die Szene in der Pedro nach der Trennung von seinem Neffen im Park spazieren geht, wurde im Casa de Campo nahe der Bergstation der Teleférico (Seilbahn) aufgenommen. Von dort hat man einen wundervollen Blick über die Altstadt von Madrid.

## Auszeichnungen
Der Club der Bären gewann 2004 beim Montréal World Film Festival den Goldenen Zenith als bester europäischer Film, im gleichen Jahr folgten der Violette d’Or beim Filmfest Toulouse Cinespaña und der Best-Feature-Award bei den Dallas Out Takes. Beim Czech Gay and Lesbian Film Festival 2005 wurde der Film in der Kategorie „Bester Film“ ausgezeichnet.

## Trivia
- Die in Deutschland auf DVD verfügbare Fassung ist zensiert und auf 95 Minuten gekürzt.
- Der deutsche Titel Club der Bären ist eine Fehlübersetzung, angelehnt an den englischen Untertitel „Bear Cub“, also „Bärenjunges“, der wiederum eine wörtliche Übersetzung von „Cachorro“ ist. Aus „Cub“ wurde im Deutschen „Club“.
- In der Sequenz der Dachbodenparty befindet sich unter den Gästen Josep Tomás, ein in Spanien bekannter Journalist. Aktuell (Herbst 2009) ist er unter anderem als Moderator der sehr freizügigen Dokumentationsserie „Todos ahhh 100“ im Programm des spanischen Privatsenders „La Sexta“ zu sehen.